# Линчовање
Линч је ванпарнично убиство групе. Најчешће се користи за карактеризацију неформалних јавних погубљења руље у циљу кажњавања наводног преступника, кажњавања осуђеног преступника или застрашивања. То такође може бити екстремни облик неформалне друштвене контроле групе, а често се спроводи са приказивањем јавног спектакла (често у облику вешања) ради максималног застрашивања. Примери линча и сличног насиља руље могу се наћи у сваком друштву.
У Сједињеним Државама, линчеви Афроамериканаца постали су чести на Југу током периода после ере Реконструкције, посебно током надирања америчких раса. Линчеви су уобичајени у многим савременим друштвима, посебно у земљама са високом стопом криминала као што су Бразил, Гватемала и Јужна Африка.

## Етимологија
Порекло речи линч је нејасно, али је вероватно настало током Америчке револуције. Глагол потиче од фразе lynch law, појма за казну без суђења. Двојица Американаца током ове ере углавном су заслужна за ковање фразе: Чарлс Линч (1736–1796) и Вилијам Линч (1742–1820), обојица који су живели у Вирџинији 1780-их. Чарлс Линч је вероватније сковао фразу, јер је било познато да је тај израз користио 1782. године. Нема доказа да је било који од двојице мушкараца некога смртно казнио. 1782. Чарлс Линч написао је да је његов помоћник применио Линчов закон Торијевцима „за бављење црнцима и сл.“
Као етимолошки извор предложено је архаично глаголско повезивање, тешко ударати савитљивим инструментом, кажњавати или малтретирати; али нема доказа да је та реч преживела у модерно доба, па се и ова тврдња сматра невероватном.

## Историја
Свако друштво је имало облике вансудских казни, укључујући убиство. Правне и културне претходнике америчког линча превезли су преко Атлантика мигранти са Британских острва у колонијалну Северну Америку. Колективно насиље било је познати аспект раног модерног англоамеричког правног пејзажа. Групно насиље у британском Атлантику обично није било смртоносне намере и резултата. У седамнаестом веку, у контексту политичких превирања у Енглеској и несређених социјалних и политичких услова у америчким колонијама, појавиле су се побуне и нереди који су однели више живота. У Сједињеним Државама, током деценија пре Грађанског рата (понекад званог доба Антебелум), слободни Црнци, Мексиканци на југозападу и одбегли били су објекти расног линча.
Али напади линча на америчке црнце, посебно на југу, драматично су се повећали након реконструкције, након што је ропство укинуто и ослобођени мушкарци стекли право гласа. Врхунац линча догодио се 1892. године, након што су бели Јужни демократи повратили контролу над државним законодавствима. Многи инциденти били су повезани са економским проблемима и конкуренцијом. На прелазу у 20. век, јужне државе су донеле нове уставе или законе који су ефикасно обесправљивали већину црнаца и многих сиромашних белаца, успоставили расулу сегрегацију јавних објеката и одвојили црнце од заједничког јавног живота и објеката кроз законе Џим Кроу. Скоро 3.500 Афроамериканаца и 1.300 белаца линчовано је у Сједињеним Државама између 1882. и 1968.
Линч у Британском царству током 19. века подударао се са периодом насиља које је ускраћивало учешће људи у друштву у којем доминирају бели на основу расе након Закона о еманципацији из 1833.

## Сједињене Америчке Државе
Линчовања су се одвијала у Сједињеним Државама и пре и после Америчког грађанског рата, најчешће у јужним државама и западним пограничним насељима, а најчешће крајем 19. века. Често су их без законског поступка изводиле самоименоване комисије, руље или будници као вид кажњавања за претпостављена кривична дела. На првом забележеном линчу, у Сент Луису 1835. године, црнац по имену МцИнтосх који је убио заменика шерифа док је одведен у затвор, ухваћен је, окован дрветом и спаљен до смрти на углу улице у центру града пред мноштвом од преко 1.000 људи.
На југу у доба антебеллума, чланови аболиционистичког покрета или други људи који су се противили ропству били су понекад жртве насиља руље. Највећи линч током рата и можда највећи линч у целој америчкој историји био је линч 41 мушкарца у Великој вешалици у Гејнсвилу, у Тексасу, октобра 1862. Већина жртава обешена је после ванпарничног „суђења“, али бар њих четрнаест није добило ту формалност. Мушкарци су били оптужени за побуну или издају. Још пет мушкараца обешено је у Децатуру у Тексасу у оквиру истог чишћења.
После рата, белци с југа борили су се да одрже своју друштвену доминацију. Тајне будне и побуњеничке групе као што је Ку Клук Клан (ККК) подстицале су вансудске нападе и убиства како би задржале белце на власти и обесхрабриле слободњаке да гласају, раде и образују се. Такође су понекад нападали Северњаке, учитеље и агенте Слободног бироа. Студија о периоду од 1868. до 1871. процењује да је ККК учествовао у више од 400 линчевања. Последице рата били су преокрети и социјална превирања, у којима је већина белаца била ратни ветерани. Мафије су обично наводиле злочине за које су линчовале црнце. Међутим, крајем 19. века новинарка Ида Б. Веллс показала је да су многи претпостављени злочини или преувеличани или се нису ни догодили.
Од 1890-их па надаље, већина линчованих били су црнци, укључујући најмање 159 жена. Између 1882. и 1968. године, Институт Тускегее забележио је 1.297 линча белаца и 3.446 линча црнаца. Међутим, линчеви људи који су били припадници других етничких група, попут Мексиканаца и Кинеза, премало су евидентирани у евиденцији Института Тускегее. Један од највећих масовних линчева у америчкој историји догодио се 1891. године, када је руља линчовала једанаест италијанских имиграната у Њу Орлеансу у држави Лоуисиана, након ослобађајуће пресуде због оптужби да су убили шефа локалне полиције. Један од највећих линча био је кинески масакр 1871. године.
Мафијашко насиље настало је као средство за наметање превласти белих и често се граничило са систематским политичким тероризмом. "Кју Клукс Клан, паравојне групе и други белци уједињени фрустрацијом и бесом немилосрдно су бранили интересе превласти белих. Величина ванправног насиља које се десило током предизборних кампања достигла је размере епидемије, што је навело историчара Виллиама Гиллеттеа да га означи за герилско ратовање. "
Због велике стопе линча, расизма и недостатка политичких и економских прилика на Југу, многи црни јужњаци побегли су са Југа да би избегли ове услове. Од 1910. до 1940. године, 1,5 милиона црнаца са југа мигрирало је у урбане и индустријске северне градове као што су Њујорк, Чикаго, Детроит, Синсинати, Бостон и Питсбург током Велике сеобе. Брзи прилив јужних црнаца на Север променио је етнички састав становништва северних градова, погоршавајући непријатељство и црних и белих Северњака. Многи белци су бранили свој простор насиљем, застрашивањем или правном тактиком према црнцима, док су многи други белци мигрирали у расно хомогеније регије, процес познат као бели лет. Све у свему, црнци у сјеверним градовима доживјели су системску дискриминацију у мноштву аспеката живота. Током овог периода расне тензије су експлодирале, најжешће у Чикагу, а линчеви - вешања усмерена против мафије - драматично су се повећали током 1920-их.
Афроамериканци су се опирали протестима, маршевима, лобирањем у Конгресу, писањем чланака, оповргавањима такозваних оправдања линча, организовањем женских група против линча и добијањем интегрисаних група против линча. Афроамерички драмски писци извели су 14 представа против линча између 1916. и 1935. године, од којих десет жена.
Након објављивања филма Рођење нације (1915), који је прославио линч и Клан из времена реконструкције, Клан се поново формирао. За разлику од ранијег облика, био је снажно заступљен међу градским становништвом, посебно на Средњем западу. Као одговор на велики број углавном католичких и јеврејских имиграната из јужне и источне Европе, Клан је заступао антиимигрантски, антикатолички и антијеврејски став, уз спровођење угњетавања црнаца.
Припадници мафије који су учествовали у линчу често су фотографисали оно што су учинили својим жртвама како би ширили свест и страх од своје моћи. Узимање сувенира, као што су комади конопа, одећа, гране и понекад делови тела, нису били ретки. Неке од тих фотографија објављене су и продате као разгледнице. Џејмс Ален је 2000. године објавио колекцију од 145 линчних фотографија у облику књиге, као и на мрежи, са написаним речима и видео записом који прате слике.

### Диер Билл
Диер-ов предлог закона против линчирања први пут је представио Конгресу Сједињених Држава 1918. године републикански конгресмен Леонидас Ц. Диер из Сент Луиса, Мисури. Предлог закона је усвојио Представнички дом Сједињених Држава 1922. године, а исте године је о њему дао повољан извештај Комитета Сената Сједињених Држава. Његов пролазак блокирали су бели демократски сенатори са Солидног Југа, једини представници изабрани откако су јужне државе обесправљене Афроамериканце почетком 20. века. Дајеров закон утицао је на касније законе о спречавању линча, укључујући закон Костиган-Вагнера, који је такође поражен у америчком Сенату.

### Пропадање и покрет за грађанска права
До 1950-их Покрет за грађанска права добија нови замах. Подстакнуто је линчом Емметта Тилла, 14-годишњег младића из Чикага, који је убијен док је посјећивао стрица у Мисисипију. Његова мајка је инсистирала на сахрани у отвореном ковчегу како би људи видели колико је тешко претучен њен син. Црначка заједница широм САД постала је мобилисана. Ванн Р. Невкирк написао је „суђење његовим убицама постало је свечаност која осветљава тиранију беле превласти“. Држава Миссиссиппи судила је двојици оптужених, али их је потпуно бела порота ослободила.
Давид Јацксон пише да је фотографија „опустошеног тела детета била та која је приморала свет да рачуна са бруталношћу америчког расизма.“ Совјетски медији често су извештавали о расној дискриминацији у САД Сматрајући америчку критику кршења људских права Совјетског Савеза у то време лицемерјем, Руси су одговорили са „А ви линчирате Црнце“. У часопису Хладноратовска грађанска права: раса и имиџ америчке демократије (2001), историчарка Мари Л. Дудзиак написала је да су совјетске комунистичке критике расне дискриминације и насиља у Сједињеним Државама утицале на савезну владу да подржи законодавство о грађанским правима.
Већина линчевања, али не и сви, престали су 1960-их. Убиство Јамеса Цраига Андерсона у Миссиссиппију 2011. било је последње забележено фатално линчирање у Сједињеним Државама. Јасмине Рицхардс осуђена је због „линча“ 2016. године, али је осуђена због „узимања нереда било ког лица из законитог притвора мировног официра“ (Калифорнијски казнени закон 405а), а не због убиства било кога.

### Закон о грађанским правима
Наслов 18, УСЦ, одељак 241, је статут завере о грађанским правима, који чини незаконитим удруживање две или више особа ради повреде, угњетавања, претње или застрашивања било ког лица из било које државе, територије или округа у слободном вежбању или уживање било ког права или привилегије која му је осигурана Уставом или законима Сједињених Држава (или због тога што је он то примењивао) и даље чини незаконитим двоје или више лица маскираних на аутопуту или просторијама другог лица са намером да спречи или омета његово или њено слободно вршење или уживање таквих права. У зависности од околности злочина и било које повреде која је уследила, дело се кажњава низом новчаних казни и / или казном затвора у било ком периоду до године живота или смртном казном.

### Кривично дело линча
Израз „кривично дело линче“ коришћен је у калифорнијском закону. Описано је извођење некога из притвора полицајца „путем нереда“. Не односи се на чин линча или убиства физичким насиљем. Овај статут се користи за оптуживање појединаца који су покушали да некога ослободе из полицијског притвора. У двадесет првом веку било је неколико запажених случајева, неки контроверзни, када је црнац покушавао да ослободи другог црнца из полицијског притвора. 2015. године гувернер Јерри Бровн потписао је закон сенатора Холли Митцхелл уклањајући реч „линч“ из државног кривичног закона без коментара након што је једногласно одобрење гласало од стране државних законодаваца. Митцхелл је изјавио: „Речено је да јаке речи треба резервисати за јаке концепте, а„ линч “има толико болну историју за Афроамериканце да би га закон требало користити само за оно што јесте - убиство руље“. Закон је иначе био непромењен.

### Ефекти
Студија из 2017. године открила је да је излагање линчу на Југу након реконструкције „смањило одзив локалних бирача црнаца за отприлике 2,5 процентна поена.“ Било је и другог насиља усмереног против црнаца, посебно у сезони кампање. Најважније за гласање, од 1890. до 1908. године, јужне државе су доносиле нове уставе и законе који су обесправљивали већину црнаца због препрека у регистрацији бирача. Ове акције су имале велике ефекте, убрзо смањивши одзив црнаца на већини југа на безначајне износе.
Друга студија из 2017. године пронашла је поткрепљујуће доказе тврдње Стеварта Толнаиа и Е. М. Бецка да су линчеви „последица економске конкуренције између афроамеричких и белих радника у памуку“. Студија је открила да су линчеви повезани са већом емиграцијом црнаца од 1920. до 1930. године и већим платама на државном нивоу.
После линча на Лава Франка, око половине од 3.000 јеврејских Грузије напустило је државу. Према аутору Стевеу Онеиу, "Не може се занемарити оно што је учинило јужним Јеврејима … То их је довело у стање порицања њиховог јудаизма. Постали су још асимилиранији, анти-израелски, епископални. Храм је уклонио чупа на венчањима - све што би скренуло пажњу “.
2018. године у Монтгомерију у Алабами отворен је Национални меморијал за мир и правду, меморијал који обележава жртве линча у Сједињеним Државама.

## Европа
У Британији је 1919. у неколико градова избио низ расних нереда између белаца и црних морнара. У Ливерпулу, након што су два белца у пабу избола црног морнара, његови пријатељи су се осветили пабу. Као одговор на то, полиција је извршила претрес у кућама са црним становницима, у пратњи „разбеснеле гомиле линча“. Цхарлес Вооттон, млади црни поморац који није био умешан у нападе, прогоњен је у реку Мерсеи и утопљен након што га је бацала ракета коју је бацила мафија, а који је скандирао „Нека се утопи!“ Цхарлес Вооттон Цоллеге у У његово сећање именован је Ливерпоол.
1944. године Волфганга Ростерга, немачког ратног заробљеника за којег се зна да није био симпатичан нацистичком режиму, линчевали су нацисти у кампу Цултибрагган, логору за ратне заробљенике у Цомрие-у у Шкотској. На крају рата, пет починилаца обешено је у затвору Пентонвилле - највећем вишеструком погубљењу у Британији 20. века.
Ситуација је мање јасна у погледу пријављених "линчева" у Немачкој. Нацистичка пропаганда је понекад покушавала да насиље које спонзорише држава прикаже као спонтани линч. Најозлоглашенији случај тога био је „Кристаллнацхт“, који је влада приказала као резултат „народног гнева“ против Јевреја, али то су извели организовано и планирано, углавном од СС-оваца. Слично томе, отприлике 150 потврђених убистава преживелих чланова посаде срушених савезничких авиона у знак одмазде за оно што су нацистичка пропаганда назвали „англоамеричким бомбашким терором“ углавном су вршили немачки званичници и припадници полиције или Гестапа, иако су цивили понекад учествовали њих. Погубљење непријатељске посаде без суђења у неким случајевима је Хитлер лично наложио у мају 1944. Јавно је објављено да непријатељски пилоти више неће бити заштићени од „беса јавности”. Издате су тајне наредбе којима се забрањује полицајцима и војницима да се мешају у корист непријатеља у сукобе између цивила и савезничких снага или да гоне цивиле који су учествовали у таквим делима. Укратко,
„напади на срушене савезничке авијатичаре обично нису били освета за бомбашке нападе који су им непосредно претходили. […] Починиоци тих напада обично су били национал-социјалистички званичници, који нису оклевали да упрљају своје руке. линч убиства у смислу само-мобилизације заједница или урбаних четврти био је изузетак “.
Линч припадника турских оружаних снага догодио се након покушаја турског државног удара 2016.

## Латинска Америка

### Мексико
Линчеви су трајни облик ванправног насиља у постреволуционарном Мексику. 14. септембра 1968. петорица запослених са Аутономног универзитета Пуебла линчовани су у селу Сан Мигуел Цаноа, у држави Пуебла, након што је Енрикуе Меза Перез, локални свештеник, подстакао сељане да убију запослене, за које је веровао били комунисти. Пет жртава намеравало је да ужива у одмору пењући се на оближњу планину Ла Малинцхе, али су морали да остану у селу због неповољних временских услова. Двоје запослених и власник куће у којој су преноћили су убијени; троје преживелих задобило је озбиљне повреде, укључујући ампутације прстију. Наводни главни подстрекачи нису процесуирани. Неколико ухапшених пуштено је након што против њих нису пронађени докази.
Дана 23. новембра 2004. године, у линчу Тлахуац, тројица мексичких тајних савезних агената који истражују злочин повезан са опојним дрогама у граду Сан Јуан Иктаиопан (Мекицо Цити) линчована је од гневне гомиле која их је видела како фотографишу и сумњала су да покушавали су да отму децу из основне школе. Агенти су се одмах идентификовали, али су их држали и тукли неколико сати пре него што су њих двојица убијени и запаљени. О инциденту су медији извештавали готово од почетка, укључујући молбе за помоћ и убиство.
До доласка полицијских спасилачких јединица, два агента су претворена у угљенисана леша, а трећи је тешко повређен. Власти сумњају да су линч испровоцирале особе против којих се водила истрага. И локалне и савезне власти напустиле су агенте, рекавши да је град предалеко да би могли покушати да интервенишу. Неки званичници рекли су да би изазвали масакр ако би власти покушале да спасу мушкарце из мафије.

### Бразил
Према Тхе Валл Стреет Јоурнал-у, „Током протеклих 60 година, чак 1,5 милиона Бразилаца учествовало је у линчевима … У Бразилу мафија сада убија - или покушава да убије - више од једног осумњиченог за кршење закона дневно, према Социолог са Универзитета у Сао Паулу Јосе де Соуза Мартинс, водећи бразилски стручњак за линчевање. “

### Боливија
Дана 21. јула 1946, нереда која је штрајкала студенте, наставнике и рударе у главном граду Боливије Ла Пазу линчила је разне владине званичнике, укључујући и самог председника Гуалберта Вилларроела. Након јуриша на владину палату, припадници руље су пуцали у председника и избацили његово тело кроз прозор. На Плаза Мурилло испред владине палате, тело Вилларроел-а је линчано, одећа поцепана, а готово голи леш висио је на светиљци. Међу осталим жртвама линча били су генерални директор Транзита Мак Толедо, капетан Валдо Балливиан, Луис Уриа де ла Олива, председников секретар и новинар Роберто Хинојоса.

### Гватемала
У мају 2015. године, шестанаестогодишњакиња је у Рио Браву линчована од стране будне гомиле након што је оптужена за умешаност у убиство таксиста почетком месеца.

### Доминиканска република
Ванрасправно кажњавање, укључујући линч, наводних злочинаца који су починили разне злочине, од крађе до убиства, има одређену подршку у доминиканском друштву. Према истраживању Латинобарометро из 2014. године, Доминиканска Република је у Латинској Америци прихватила такве незаконите мере највише. Ова питања су посебно очигледна у северном региону.

### Хаити
После земљотреса 2010. спора дистрибуција помоћних средстава и велики број погођених људи створили су забринутост због грађанских немира, обележених пљачком и правдом против осумњичених пљачкаша. У вести из 2010, ЦНН је известио, „Најмање 45 људи, већином свештеника Водоуа, линчирано је на Хаитију од почетка епидемије колере гневним гомилама оптужујући их за ширење болести, рекли су званичници. [83 ]

## Јужна Африка
Пракса бичевања и огрлице преступника и политичких противника еволуирала је 1980-их током ере апартхеида у Јужној Африци. Становници црначких опћина формирали су "народне судове" и користили бичеве и смрт огрлицама како би терорисали колеге црнце који су виђени као сарадници владе. Огрлица је мучење и погубљење жртве паљењем гумене гуме напуњене керозином која је присиљена око прса и руку жртве. Огрлица је коришћена за кажњавање жртава које су наводно биле издајице покрета за ослобађање црнаца, заједно са својим рођацима и сарадницима. Понекад су „народни судови“ грешили или су систем користили да казне оне којима су се вође покрета против апартхејда противили. Огромна контроверза настала је када је ту праксу подржао Винние Мандела, тада супруга тада затвореног Нелсона Манделе и високог члана Афричког националног конгреса.
У новије време, нарко-дилере и друге чланове банди линчирала је организација "Против гангстеризма и дрога", будна организација.

### Нигерија
Пракса вансудских казни, укључујући линч, у Нигерији се назива „правда у џунгли“. Пракса је широко распрострањена и „успостављени део нигеријског друштва“, претходи постојању полиције. Изречене казне варирају између „блатног третмана“, то јест, сатима ваљања у блату и жестоких премлаћивања праћених огрлицама. Случај Алуу четворке изазвао је национално негодовање. Одсуство функционалног правосудног система и спровођења закона, заједно са корупцијом, криви су за даље постојање праксе.

### Палестина
Палестинска линч-мафија убила је Палестинце осумњичене за сарадњу са Израелом. Према извештају Хуман Ригхтс Ватцх-а из 2001. године:
Током Прве Интифаде, пре него што је успостављена ПА, стотине наводних сарадника линчирано је, мучено или убијено, понекад уз подразумевану подршку ПЛО-а. Улична убиства наводних сарадника настављају се и у садашњој интифади ... али са много мање бројева.

### 2000 Рамала линч
Дана 12. октобра 2000. године одржан је линч у Рамали. То се догодило у полицијској станици ел-Бирех, где је палестинска гомила убила и унаказила тела два резервиста израелских одбрамбених снага, Вадима Норзхицха (Нурзхитз) и Иосефа "Иосси" Аврахамија, [а] који је случајно ушао у Палестину Град Рамаллах под контролом власти на Западној обали и привели су га полицајци Палестинске управе. Израелски резервисти су претучени и избодени ножем. У овом тренутку, Палестинац (касније идентификован као Азиз Салха) појавио се на прозору, показујући гомили своје руке натопљене крвљу, што је избијало у навијање. Гомила је пљескала и ликовала док је једно од тела војника избачено кроз прозор, а избезумљена гомила печатирала и тукла. Један од њих двојице је упуцан, запаљен и претучен у главу. Убрзо након тога, гомила је одвукла два унакажена тела на трг Ал-Манара у центру града и започела импровизовано славље победе. Полицијски службеници покушали су да заплене снимке од новинара.

### Израел
У јулу 2014. године, тројица Израелаца отели су Мохаммеда Абу Кхдеира, 16-годишњег Палестинца, док је чекао зорнице рамазанске молитве испред своје куће у источном Јерусалиму. Натерали су га да уђе у свој аутомобил и претукли док се возио до напуштеног шумског подручја у близини Јерусалима, а затим су га полили бензином и запалили након што је много пута мучен и претучен. 30. новембра 2015. године двоје умешаних малолетника проглашени су кривим за убиство Кхдеирс-а, а 4. фебруара осуђени су на доживотну и 21 годину затвора. 3. маја 2016, Бен Давид је осуђен на доживотни затвор и додатних 20 године.
Дана 18. октобра 2015. године гомила осветољубивих израелских војника у централној аутобуској станици у Беер Схеви линчовала је еритрејског тражитеља азила Хафтом Зархум. Израелске снаге безбедности погрешно су идентификовале Хафтом као особу која је пуцала у аутобус израелске полиције и пуцала у њега. Неколико тренутака након тога, друге снаге безбедности придружиле су се пуцњави у Хафтом када је беспомоћно крварио на земљи. Тада га је војник ударио клупом у близини када су се друга два војника приближила жртви, а затим су га снажно ударали ногом по глави и горњем делу тела. Други војник бацио је преко њега клупу да спречи његово кретање. У том тренутку пролазник је одгурнуо клупу, али снаге безбедности вратиле су столицу, поново шутнуле жртву и одгурнуле чеп. Израелске медицинске снаге нису евакуисале жртву тек осамнаест минута након првог пуцњаве, иако је жртва задобила 8 хитаца. У јануару 2016. године четири снаге безбедности оптужене су у вези са линчем. Израелски цивил који је учествовао у линчу над еритрејским цивилом осуђен је на 100 дана друштвено корисног рада и 2.000 шекела.
У августу 2012. године, седам израелских младића ухапшено је у Јерусалиму због, како је неколико сведока описало покушаја линча неколико палестинских тинејџера. Палестинци су добили медицинску помоћ и судску подршку из израелских установа.